# Luca Castellazzi
Luca Castellazzi, född 19 juli 1975, är en italiensk före detta fotbollsmålvakt. Under sin karriär har han bland annat spelat för Brescia Calcio och UC Sampdoria.